# Patania aedilis
Patania aedilis is een vlinder uit de familie van de grasmotten (Crambidae). De wetenschappelijke naam van de soort werd in 1887 als Conogethes aedilis gepubliceerd door Edward Meyrick.
Deze soort komt voor in Papoea-Nieuw-Guinea en Australië (Queensland).